# Wettenhall
Wettenhall est une localité anglaise située dans le comté de Cheshire.